# August Reiser (Musiker)

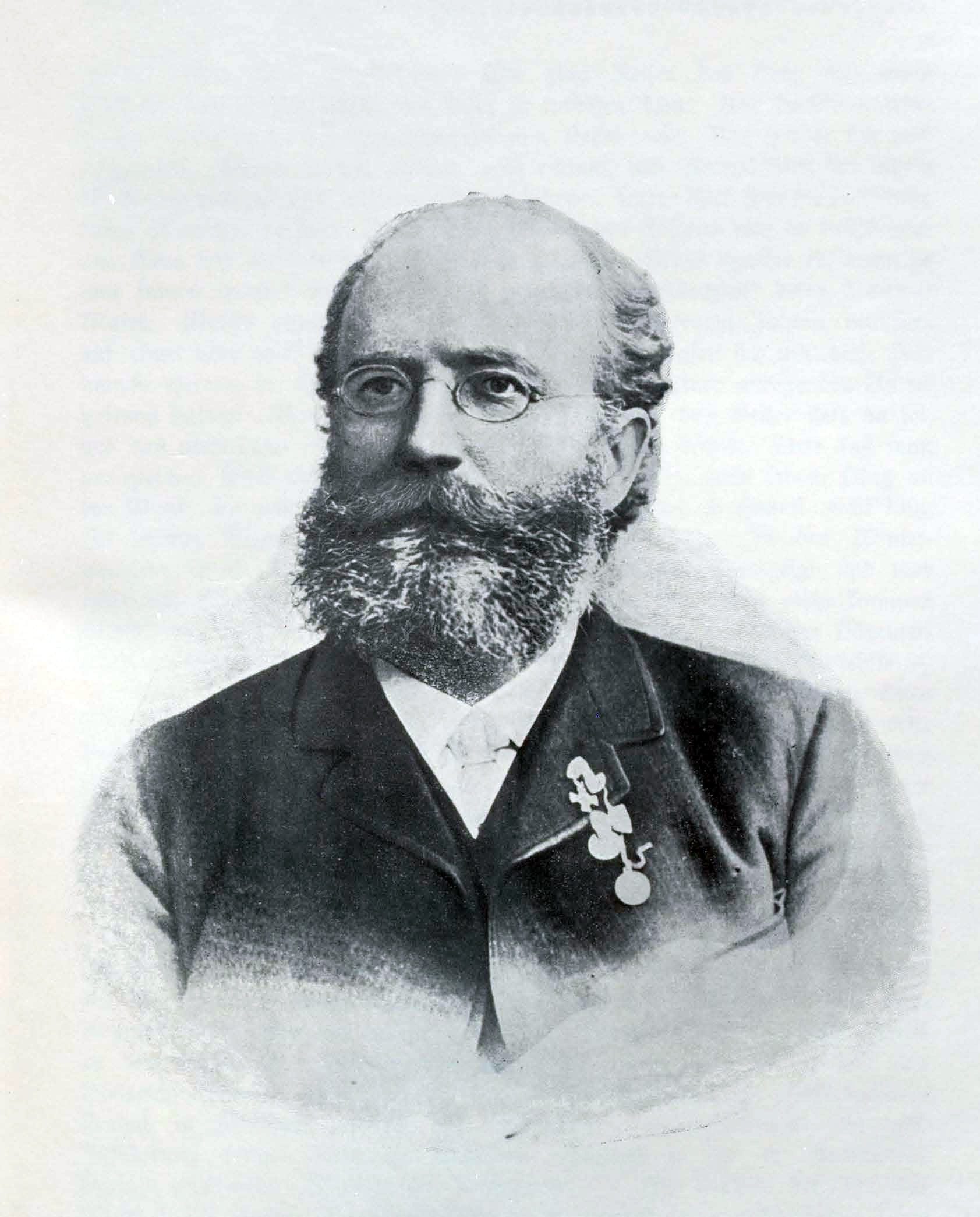
August Reiser

August Reiser (* 19. Januar 1840 in Gammertingen; † 22. Oktober 1904 in Haigerloch) war ein deutscher Musiker, Komponist und Journalist.

## Leben und Wirken
August Reiser wurde als ältester Sohn des Kaufmanns und langjährigen Bürgermeisters Bonaventura Reiser (1802–1860) und von Caritas Reiser (1813–1880) in Gammertingen geboren. Der Großvater mütterlicherseits war der Lehrer Anton Reiser (1787–1838), ein ambitionierter Violinspieler, genannt der „Geiger-Toni“, dessen musikalische Begabung August vielleicht geerbt hat.
August erhielt früh schon privaten Musikunterricht bei seinem Onkel Heinrich Reiser, dem Vorstand der Schule in Gammertingen, der als Musikpädagoge einen ausgezeichneten Ruf genoss. August war als Instrumentalist und Sänger ehrgeizig und hoffte auf eine Ausbildung zum Musiker wie sein Vetter Fritz (1839–1879), der durch Heinrich Reiser gezielt auf den Besuch des Konservatoriums in München vorbereitet wurde. Allerdings bestand Augusts Vater auf eine bodenständige Ausbildung, so dass der musikbegeisterte Junge nach dem Schulbesuch eine kaufmännische Lehre in Biberach an der Riß absolvieren musste und nach deren Abschluss als Angestellter in Sigmaringen und Stuttgart tätig wurde. August sollte sich auf diese Weise auf die Übernahme des elterlichen Ladengeschäfts in Gammertingen vorbereiten. Nach einem Schlaganfall des Vaters Ende 1860, sah sich August Reiser gezwungen, in den elterlichen Betrieb einzutreten. Nur widerwillig nahm er die damit verbundenen Pflichten wahr und bemühte sich vielmehr um weitere musikalische Ausbildung, u. a. bei dem Hechinger Kapellmeister Thomas Täglichsbeck. 1863 ehelichte Reiser die Kaufmannstochter Rosalie Mock (1839–1921) aus Haigerloch; doch die Heirat half seiner Motivation als Geschäftsmann auch nicht auf.
1865 verkaufte Reiser den ererbten Laden samt Wohnhaus und begann ein unruhiges Wanderleben, sehr zum Missfallen seines Schwiegervaters, der um die Zukunft seiner Tochter fürchtete. Reiser suchte sein Glück in Übersee, reist nach Südafrika, Indien und Nordamerika. In Chicago lebte er einige Zeit bei dem Bruder seiner Mutter, David Reiser (1822–1916), der 1848 in die Vereinigten Staaten ausgewandert war, und tingelte dann mit einer mit Operntruppe durch den Mittleren Westen der USA. Mit leeren Händen kehrte er 1871 zurück.
In Freiburg im Breisgau fand August Reiser eine Anstellung in einer Musikalienhandlung, wohl vermittelt durch seine Schwester Hulda (1844–1930), die dort den Druckereibesitzer und Verleger Josef Xaver Dilger (1840–1904) geheiratet hatte. Bald darauf wechselte Reiser nach Straßburg zur  Schiedmayer'schen Pianofortefabrik und wurde dort erfolgreicher Filialleiter. Jetzt fand er wieder Zeit, musikalische Studien zu betreiben und zu komponieren. 1879 folgte er einem verlockenden Ruf nach Köln, wo ihm der Verleger Peter Josef Tonger (1845–1917) die Redaktion der Neuen Musikzeitung anbot. Neben seiner Tätigkeit als Redakteur übernahm Reiser die Leitung des Kölner Gesangvereins Sängerkreis und unterrichtete als Gesangslehrer am Kölner Realgymnasium. Für die Kölnische Zeitung schrieb er Opernkritiken.
Trotz dieser vielfältigen Tätigkeiten war Reiser stets auch als Komponist aktiv. Sein Spektrum reichte vom einfachen Volkslied bis zur Ouvertüre und Symphonie. Er schuf Orchesterillustrationen zu Märchen, gab eine Chorsammlung heraus, vertonte Kinder- und Jugendlieder und komponierte Messen für Cäcilienchöre. Seine Reform Klavierschule fand in kurzer Zeit weite Verbreitung. Spezialist war Reiser mit seinen melodramatischen Weihnachts- und Konzertaufführungen für Soli, Chöre und Deklamationen mit Klavierbegleitung, die als bester Stoff für Liebhaberaufführungen galten.
Ein Gichtleiden zwang Reiser schließlich, von Köln Abschied zu nehmen; die Schriftstellerin Elise Polko resümiert in einem Artikel der Neuen Musikzeitung seine Verdienste um das Musikleben der Domstadt. Reiser und seine Frau zog es zurück in die hohenzollerische Heimat. 1886 ließen sie sich in Haigerloch nieder, der Heimatstadt von Rosalie Reiser, wo der Kranke im Imnauer Stahlbad Linderung suchte. Doch auch dort wurde er bald gebeten, als Chorleiter die Leitung der beiden Männerchöre, den Sängerbund und den Liederkranz zu übernehmen, eine Aufgabe, die er über viele Jahre mit großem Erfolg übernahm. Sein leutseliges Wesen und sein unerschöpflicher Humor machten ihn bei Sängern und Mitbürgern beliebt.
Im Kreise der Mitglieder der Haigerlocher Museums-Gesellschaft glänzte er als blendender Erzähler, besonders dann, wenn er aus seiner Kölner Zeit berichtete. Er komponierte, nahm mit seinen Chören an Sängerfesten teil und war häufig gefragt als Preisrichter. Nach 1900 verschlimmerte sich sein Gichtleiden. Er suchte Linderung bei Kuraufenthalten in Wildbad, Wörishofen, Baden-Baden und Rippoldsau. Ein schwerer Rückfall fesselte ihn drei Monate ans Bett. Eine Gelbsucht schwächte ihn zusätzlich. Am 22. Oktober 1904 starb August Reiser. Eine große Trauergemeinde nahm Abschied von dem Mann, der über Jahre Mittelpunkt des geistigen, künstlerischen und geselligen Lebens in dem kleinen hohenzollerischen Oberamtsstädtchen war.

## Werke (Auswahl)

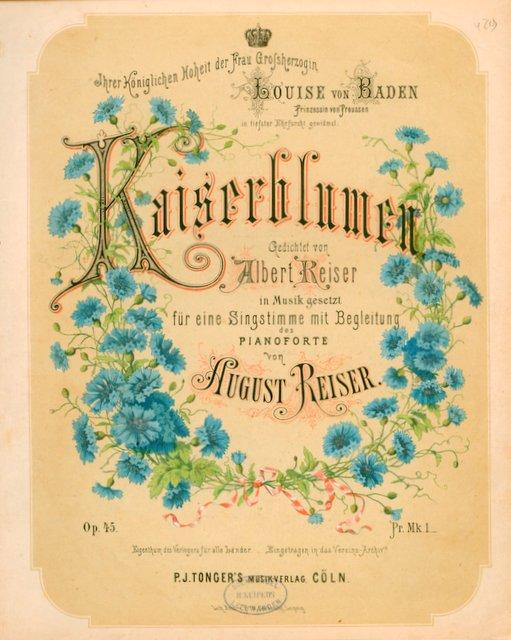
August Reiser: Kaiserblumen, Titelblatt

- Kaiserblumen. Gedichtet von Albert Reiser. Für eine Singstimme mit Begleitung des Pianoforte. Op. 45, Köln: Tonger, um 1880
- Deutsches Bundeslied J. Firmenich. Für Männerchor. Op. 49, Köln: Tonger, o. J. (Auszüge online in: Album August Ferdinand Möhring, 1840–1883, Staatsbibliothek Berlin http://resolver.staatsbibliothek-berlin.de/SBB00020089004E0000).
- Unter der Linde. Volkslieder-Cyclus für Männerchor mit Melodramen, verbindendem Text, Clavier und event. lebenden Bildern, Text von Johanna Baltz (1890)
- Mein Liebster schied von mir. Magdeburg ; Heinrichshofen, o. J. (um 1890)
- Missa in honorem St. Annae. Ad quattuor voces inaequales et organum. Horb: Christian, o. J. (um 1890)
- Fünfzig Kinder- und Jugendlieder von Hoffmann von Fallersleben u. a. Nach bekannten und beliebten Weisen bearbeitet, mit Klavierbegleitung (und Fingersatz) versehen, hrsg. von August Reiser, 4. Auflage. Stuttgart: Nitzschke, o. J. (1892)
- Doktor Strix. Heiteres Singspiel in einem Akt nach Schenk's Oper 'Der Dorfbarbier' u. a. Mühlhausen i. Th.: Danner, 1896
- Weihnacht im Schnee. Dichtung von Julius Theobald. Leipzig: Siegel, 1900
- Im Reiche der Waldfee. Weihnachtsmärchen von Marie M. Schenk. Stuttgart: Luckhardt, o. J. (um 1900)
- Der Geiger von Gmünd: religiöses Singspiel nach der gleichnamigen Legende von Justinus Kerner, frei gedichtet von Elise Miller; für Soli, Chor, Melodramen, Kinderstimmen, Violine u. Klavier. Kempten: Kösel, 1901
- Sancta Cäcilia: melodramatische Legende nach Justinus Kerner; für Soli, Chor, Kinderstimmen, Violine und Pianofortebegleitung mit verbindender Declamation. Kempten: Kösel, 1903
- Das Lied: Gedicht von Marie M. Schenk, Männerchor 4stg., 1903
- Wintersonnenwende. Melodramatisches Spinnstuben-Märchen in 3 Teilen von Marie M. Schenk. Berlin-Groß-Lichterfelde: Vieweg, o. J. [1903]
- A Achtavierz'ger. Schwäbisches Singspiel von Gustav Schwegelbaur. Stuttgart: Auer, 1904
- D'r o'recht' Bräutigam. Schwäbisches Singspiel von Gustav Schwegelbaur. Stuttgart: Auer, 1904
- St. Odilia. Musikalische Legende für gemischten und Frauen-Chor, Text Marie M. Schenk. Düsseldorf: Schwann 1906
- Christnacht. Schlaf' auch du ; Bescheidenes Glück ; Gesang und Piano, Musik von August Reiser, Zürich 2011

Liedsammlungen
- Loreley. Sammlung von 172 auserlesenen Männer-Chören. Köln: Tonger, 1879
- Zweite Serie der Männerchöre im Volkston. Op. 41. Köln: Tonger, o. J. (5. Auflage)
- Troubadour. Sammlung ausgewählter Chöre und Volkslieder. Köln: Tonger, 1880
- Liederkranz aus Schwaben. Sammlung erlesener Männerchöre. Stuttgart: Nitzschke, 1894